# Хронологија усташких злочина 1945.
Независна Држава Хрватска (1941-1945) проглашена је 10. априла 1941. након уласка њемачких окупационих трупа у Загреб. Током прве године постојања НДХ почињени су неки од најмасовнијих злочина усташа над српским, јеврејским и ромским цивилима и комунистима, међу којима је највише било припадника хрватског народа.
Идеологија усташког покрета била је темељена на расистичкој и екстремно националистичкој политици, по узору на фашистичке покрете у Европи, особито оне најутицајније - у Италији и Њемачкој, на основу чега овај покрет убрајамо међу фашистичке покрете. Основна тенденција усташке политике тицала се стварања етнички хомогеног простора у коме неће бити мјеста за припаднике српског, јеврејског и ромског народа, као и за политичке неистомишљенике, особито када је ријеч о комунистима. Оваква политика резултирала је масовним уништавањем српског, јеврејског и ромског становништва, као и свих политичких противника без обзира на етничко поријекло. Оваква пракса била је карактеристична за све дјелове НДХ.
Избијањем партизанског устанка током 1941. у Хрватској и Босни и Херцеговини, смањен је интензитет усташких злочина у појединим регионима на подручју НДХ. Бољом организацијом партизанског покрета и масовнијим приливом бораца омогућен је активнији отпор фашистичким формацијама и стварање слободне територије. Усташе сада морају ангажовати велике снаге како би продрле у српска насеља, док им је током љета 1941. полазило за руком да са мањим снагама похватају велик број становника које би потом ликвидирали. Међутим, у појединим регионима у којима су услови организовања антифашистичке борбе били отежани (Срем, Славонија, градска насеља, итд.) или у регионима који су били изложени офанзивама усташких и њемачких снага (Козара, Кордун, Фрушка гора, итд.) забиљежени су масовни злочини и масовне депортације локалног становништва у логоре, што је подразумјевало изузетно високе људске губитке. Такође, током 1942. запажа се масовније уништавање ромског становништва него претходне године. Ово се односи на колективне депортације ромских заједница у логор Јасеновац. Исто тако, током 1942. учестале су колективне депортације становништва српских села Босанске крајине, Славоније и дијела Баније, као и масовне депортације из других региона, у логор Јасеновац, а настављене су и депортације јеврејског становништва у логоре, као и претходне године.
Поједини региони настањени српским становништвом, пре свега у Босни, били су 1942. поштеђени усташких покоља и масовнијих депортација у логоре захваљујући споразумима о сарадњи са органима НДХ локалних четничких одреда. Ипак, ови споразуми, ако и непосредна сарадња четника са НДХ, омогућили суоружаним формацијама НДХ да се више усредсреде на подручја под контролом партизана, што је резултирало масовних страдањима цивилног становништва и бораца НОВЈ.

## Јануар
- Јануар 1945: Као одмазду за саботажу на прузи у близини Коњшчине у Хрватском загорју усташе су у Коњшчини код жељезничке станице објесиле 40 талаца доведених из Загреба.[1]

## Март
- 29. март 1945: У Сарајеву је по пресуди "Пријеког ратног суда стожерника Лубурића", стрељано 41 лице бошњачке, хрватске и српске националности.[2] Тог дана је на Маријин двору објешено 55 грађана Сарајева. Данас испред зграде Филозофског факултета у Сарајеву постоји спомен-обиљежје у знак сјећања на овај догађај.[3] Број жртава усташког терора под командом пуковника Макса Лубурића над грађанима Сарајева од 18. фебруара до 4. априла 1945. износи најмање 783 лица. Послијератна комисија за ексхумацију жртава усташког злочина у дворишту виле "Фолкерт" (познатој и као вила "Берковић"), у којој је столовао Макс Лубурић, пронашла је 23 плитко закопана леша. Комисија је утврдила да су све жртве убијене тупим предметима или клањем.[4]

## Април
- 7. април 1945: Хапшење 3 лица хрватске националности у селу Драгањац покрај Дуге Ресе. Усташе су ухапшенике спровеле у затвор у Карловцу гдје су их убили истог дана.[5]